# 파인딩 홈
파인딩 홈(Finding Home)은 미국에서 제작된 로렌스 D. 폴디스 감독의 2003년 드라마 영화이다. 리사 브레너 등이 주연으로 출연하였고 빅토리아 페이지 메이어링크 등이 제작에 참여하였다.

## 출연

### 주연
- 리사 브레너
- 주느비에브 뷔졸드

### 조연
- 루이즈 플레쳐
- 지네타 아네트
- 미샤 콜린스
- 쉐리 사움
- 저스틴 헨리
- 조니 메스너
- 앤드류 루키치
- 제이슨 밀러

## 제작진
- 협력프로듀서: 마이클 R. 슬로안
- 미술: 닉 랠보브스키
- 의상: 제인 앤더슨
- 배역: 로버트 맥기
- 배역: 린다 필립스 팔로